# Danutė Stanelienė
Danutė Stanelienė (Pelucmurgiai, 22 april 1922 - Vilnius, 8 augustus 1994) was een Litouwse militair die tijdens de Tweede Wereldoorlog in dienst van het Rode Leger vocht.

## Biografie
Danutė Stanelienė werd geboren op 22 april 1922 in een boerenfamilie uit Litouwen. Haar moeder overleed toen ze nog jong was en haar vader zou later hertrouwen. Na de derde klas ging ze voor haar jongere zusjes zorgen en ging ze in de landbouw werken. In 1940 begon ze met werken bij een drukkerij, maar door het uitbreken van de Tweede Wereldoorlog moest Stanelienė geëvacueerd worden naar Nizhny Novgorod waar ze in een fabriek moest werken.
In 1942 meldde Stanelienė zich op vrijwillige basis aan bij het Rode Leger. Ze begon daar bij het medische team voordat ze werd overgeplaatst om als kok te werken. In deze periode leerde ze de vrouwelijke machineschutter Lena Sergeyeva kennen. Zij leerde van Stanelienė hoe ze met een machinegeweer moest schieten en zij vertelde haar over de vrouwelijke machineschutters die hadden meegevochten in de Russische Burgeroorlog. Na de dood van Sergeyeva vroeg Stanelienė aan haar commandant of ze een machineschutter kon worden. Deze ging daarmee akkoord waarop ze een plek kreeg in het 167ste infanterie regiment.
Ze nam voor het eerst deel aan de gevechten tijdens de Slag om Koersk. Tijdens een gevecht op 16 juli 1943 werden drie van haar vingers van haar hand weggeblazen door een granaat. Desondanks bleef ze doorvechten en pas nadat een andere soldaat het van Stanelienė over nam ging ze naar het hospitaal. Aldaar verkreeg ze Medaille voor Moed. Nadat ze werd ontslagen uit het hospitaal keerde ze terug naar het front om weer aan de gevechten deel te nemen. Op 3 januari 1944 ontving ze vanwege haar acties Orde van de Glorie in de derde klasse. Later dat jaar zou Stanelienė ook nog de tweede klasse van deze onderscheiding verkrijgen. Vanwege haar verdiensten in het Baltische Offensief kreeg ze op 24 maart 1945 de eerste graad van de Orde van de Glorie en daarmee was ze de eerste vrouw die deze rang had bereikt.
Na de oorlog werd ze gedemobiliseerd en verliet ze het Rode Leger met de rang van starshina. Stanelienė ging werken voor de lokale communistische commissie en later voor de Raad van Ministers in Vilnius. Daarna zou ze de leiding geven aan de afdeling personeelszaken van een kunststoffabriek. Op 9 mei 1970 nam ze deel aan de Overwinningsdagparade en liep ze vooraan. Ze overleed op 72-jarige leeftijd in 1994 in Vilnius.